# Kawalerowo
Kawalerowo – osiedle typu miejskiego w Rosji, w Kraju Nadmorskim. W 2010 roku liczyło 15 381 mieszkańców.